# اسکراچ انگل (آلاباما)
اسکراچ انگل (به انگلیسی: Scratch Ankle) یک منطقهٔ مسکونی در ایالات متحده آمریکا است که در شهرستان مونرو، آلاباما واقع شده‌است. اسکراچ انگل ۱۱۰٫۰۳ متر بالاتر از سطح دریا واقع شده‌است.